# سيلفر سيتي (نيومكسيكو)
سيلفر سيتي (بالإنجليزية: Silver City)‏ هي إحدى مدن ولاية نيومكسيكو في الولايات المتحدة الأمريكية.

## التركيبة السكانية
حدّد مكتب تعداد الولايات المتحدة بيانات التركيبة السكانية لسيلفر سيتي في تعداد الولايات المتحدة. في ما يلي، التركيبة السكانية حسب تعدادي 2000 و2010.

### تعداد عام 2000
بلغ عدد سكان سيلفر سيتي 10,545 نسمة بحسب تعداد عام 2000، وبلغ عدد الأسر 4,227 أسرة وعدد العائلات 2,729 عائلة مقيمة في المدينة. في حين سجلت الكثافة السكانية 401.6 نسمة لكل كيلومتر مربع (1,040.1/ميل2). وبلغ عدد الوحدات السكنية 4,757 وحدة بمتوسط كثافة قدره 181.2 لكل كيلومتر مربع (469.3/ميل2).
وتوزع التركيب العرقي للمدينة بنسبة 71.72% من البيض و0.86% من الأمريكيين الأفارقة و1.14% من الأمريكيين الأصليين و0.45% من الأمريكيين ذوي الأصول الآسيوية و0.05% من سكان جزر المحيط الهادئ و22.42% من الأعراق الأخرى و3.37% من عرقين مختلطين أو أكثر و52.43% من الهسبانيون أو اللاتينيون من أي عرق.
بلغ عدد الأسر 4,227 أسرة كانت نسبة 33.6% منها لديها أطفال تحت سن الثامنة عشر تعيش معهم، وبلغت نسبة الأزواج القاطنين مع بعضهم البعض 44.6% من أصل المجموع الكلي للأسر، ونسبة 15.4% من الأسر كان لديها معيلات من الإناث دون وجود شريك، بينما كانت نسبة 4.5% من الأسر لديها معيلون من الذكور دون وجود شريكة وكانت نسبة 35.4% من غير العائلات. تألفت نسبة 30.3% من أصل جميع الأسر من عدة أفراد يعيشون في نفس المنزل ونسبة 11.9% كانت تتألف من شخص يعيش بمفرده يبلغ من العمر 65 عاماً أو أكثر. وبلغ متوسط حجم الأسرة المعيشية 2.40، أما متوسط حجم العائلات فبلغ 3.00.
بلغ العمر الوسطي للسكان 36.9 عاماً. وكانت نسبة 25% من القاطنين تحت سن الثامنة عشر، وكانت نسبة 9.5% بين الثامنة عشر والرابعة والعشرين عاماً، ونسبة 23.5% كانت واقعةً في الفئة العمرية ما بين الخامسة والعشرين والرابعة والأربعين عاماً، ونسبة 22.8% كانت ما بين الخامسة والأربعين والرابعة والستين، ونسبة 15.3% كانت ضمن فئة الخامسة والستين عاماً فما فوق. يوجد لكل 100 أنثى 90.2 ذكر، ويوجد لكل 100 أنثى في الثامنة عشر من عمرها فما فوق 84.6 ذكر.
بلغ متوسط دخل الأسرة في المدينة 25,881 دولارًا، أما متوسط دخل العائلة فبلغ 31,374 دولارًا. وكان متوسط دخل الذكور 28,476 دولارًا مقابل 18,434 دولارًا للإناث. وسجل دخل الفرد الخاص بالمدينة 13,813 دولارًا. وكانت نسبة 17.7% من العائلات ونسبة 21.9% من السكان تحت خط الفقر، وكان من هؤلاء نسبة 29.8% تحت سن الثامنة عشر ونسبة 10% في الخامسة والستين من العمر وما فوق.

### تعداد عام 2010
بلغ عدد سكان سيلفر سيتي 10,315 نسمة بحسب تعداد عام 2010، وبلغ عدد الأسر 4,389 أسرة وعدد العائلات 2,559 عائلة مقيمة في المدينة. في حين سجلت الكثافة السكانية 392.8 نسمة لكل كيلومتر مربع (1,017.3/ميل2). وبلغ عدد الوحدات السكنية 4,900 وحدة بمتوسط كثافة قدره 186.6 لكل كيلومتر مربع (483.3/ميل2).
وتوزع التركيب العرقي للمدينة بنسبة 81.61% من البيض و1.29% من الأمريكيين الأفارقة و1.43% من الأمريكيين الأصليين و0.72% من الأمريكيين ذوي الأصول الآسيوية و0.14% من سكان جزر المحيط الهادئ و12.43% من الأعراق الأخرى و2.38% من عرقين مختلطين أو أكثر و52.40% من الهسبانيون أو اللاتينيون من أي عرق.
بلغ عدد الأسر 4,389 أسرة كانت نسبة 28.5% منها لديها أطفال تحت سن الثامنة عشر تعيش معهم، وبلغت نسبة الأزواج القاطنين مع بعضهم البعض 36.7% من أصل المجموع الكلي للأسر، ونسبة 16.3% من الأسر كان لديها معيلات من الإناث دون وجود شريك، بينما كانت نسبة 5.3% من الأسر لديها معيلون من الذكور دون وجود شريكة وكانت نسبة 41.7% من غير العائلات. تألفت نسبة 35% من أصل جميع الأسر من عدة أفراد يعيشون في نفس المنزل ونسبة 14.1% كانت تتألف من شخص يعيش بمفرده يبلغ من العمر 65 عاماً أو أكثر. وبلغ متوسط حجم الأسرة المعيشية 2.25، أما متوسط حجم العائلات فبلغ 2.91.
بلغ العمر الوسطي للسكان 39.8 عاماً. وكانت نسبة 22.7% من القاطنين تحت سن الثامنة عشر، وكانت نسبة 10.9% بين الثامنة عشر والرابعة والعشرين عاماً، ونسبة 21.5% كانت واقعةً في الفئة العمرية ما بين الخامسة والعشرين والرابعة والأربعين عاماً، ونسبة 25.9% كانت ما بين الخامسة والأربعين والرابعة والستين، ونسبة 19% كانت ضمن فئة الخامسة والستين عاماً فما فوق. وتوزع التركيب الجنسي للسكان بنسبة 47.7% ذكور و52.3% إناث.

## المناخ
يظهر الجدول التالي التغييرات المناخية على مدار السنة لسيلفر سيتي:
| البيانات المناخية لـسيلفر سيتي              | البيانات المناخية لـسيلفر سيتي | البيانات المناخية لـسيلفر سيتي | البيانات المناخية لـسيلفر سيتي | البيانات المناخية لـسيلفر سيتي | البيانات المناخية لـسيلفر سيتي | البيانات المناخية لـسيلفر سيتي | البيانات المناخية لـسيلفر سيتي | البيانات المناخية لـسيلفر سيتي | البيانات المناخية لـسيلفر سيتي | البيانات المناخية لـسيلفر سيتي | البيانات المناخية لـسيلفر سيتي | البيانات المناخية لـسيلفر سيتي | البيانات المناخية لـسيلفر سيتي |
| الشهر                                       | يناير                          | فبراير                         | مارس                           | أبريل                          | مايو                           | يونيو                          | يوليو                          | أغسطس                          | سبتمبر                         | أكتوبر                         | نوفمبر                         | ديسمبر                         | المعدل السنوي                  |
| ------------------------------------------- | ------------------------------ | ------------------------------ | ------------------------------ | ------------------------------ | ------------------------------ | ------------------------------ | ------------------------------ | ------------------------------ | ------------------------------ | ------------------------------ | ------------------------------ | ------------------------------ | ------------------------------ |
| الدرجة القصوى °ف (°م)                       | 71 (22)                        | 77 (25)                        | 82 (28)                        | 88 (31)                        | 95 (35)                        | 102 (39)                       | 105 (41)                       | 98 (37)                        | 98 (37)                        | 89 (32)                        | 79 (26)                        | 76 (24)                        | 105 (41)                       |
| متوسط درجة الحرارة الكبرى °ف (°م)           | 50.8 (10.4)                    | 54.6 (12.6)                    | 58.8 (14.9)                    | 68.1 (20.1)                    | 77.2 (25.1)                    | 86.8 (30.4)                    | 87.5 (30.8)                    | 85.4 (29.7)                    | 81.2 (27.3)                    | 71.2 (21.8)                    | 59.3 (15.2)                    | 51.4 (10.8)                    | 69.4 (20.8)                    |
| متوسط درجة الحرارة الصغرى °ف (°م)           | 23.9 (−4.5)                    | 25.8 (−3.4)                    | 30.2 (−1.0)                    | 36.9 (2.7)                     | 44.8 (7.1)                     | 54.2 (12.3)                    | 59.5 (15.3)                    | 57.8 (14.3)                    | 51.6 (10.9)                    | 41.6 (5.3)                     | 30.1 (−1.1)                    | 24.9 (−3.9)                    | 40.1 (4.5)                     |
| أدنى درجة حرارة °ف (°م)                     | −13 (−25)                      | 0 (−18)                        | 10 (−12)                       | 19 (−7)                        | 25 (−4)                        | 36 (2)                         | 48 (9)                         | 46 (8)                         | 31 (−1)                        | 21 (−6)                        | 5 (−15)                        | −1 (−18)                       | −13 (−25)                      |
| الهطول إنش (مم)                             | 1.05 (27)                      | 1.15 (29)                      | 0.96 (24)                      | 0.58 (15)                      | 0.36 (9.1)                     | 0.69 (18)                      | 3.03 (77)                      | 3.00 (76)                      | 1.92 (49)                      | 1.27 (32)                      | 0.75 (19)                      | 1.24 (31)                      | 16.02 (407)                    |
| متوسط تساقط الثلوج إنش (سم)                 | 3.5 (8.9)                      | 3.8 (9.7)                      | 1.5 (3.8)                      | 1.0 (2.5)                      | 0 (0)                          | 0 (0)                          | 0 (0)                          | 0 (0)                          | 0 (0)                          | 0 (0)                          | 0.7 (1.8)                      | 4.1 (10)                       | 14.5 (37)                      |
| متوسط أيام هطول الأمطار                     | 5                              | 5                              | 5                              | 3                              | 3                              | 4                              | 12                             | 11                             | 7                              | 4                              | 3                              | 5                              | 67                             |
| المصدر: The Western Regional Climate Center |                                |                                |                                |                                |                                |                                |                                |                                |                                |                                |                                |                                |                                |

## أعلام
- هوي موراليس
- بول بنيديكت
- ديلبرت أو. جينينغز
- رودي وايت
- ليزلي غريفز